# Șapte mirese pentru șapte frați
Șapte mirese pentru șapte frați (titlu original: Seven Brides for Seven Brothers ) este un film comic muzical american produs în anul 1954 în regia lui Stanley Donen. Filmul este produs după narațiunea "The Sobbin’ Women" a lui Stephen Vincent Benet, care s-a inspirat din cronica lui Plutarh, Răpirea sabinelor din legenda Romulus și Remus.

## Acțiune
Numai după căsătorie obsearvă Milly, că soțul ei Adam, locuiește împreună într-o colibă cu șase frați care sunt tăietori de lemne. Frații lui Adam niște oameni simpli neciopliți poartă fiecare câte un nume biblic, Adam, Beniamin, Caleb, Daniel, Efraim, Franciscus și Gideon. Milly începe facă educația fraților lui Adam, le dă lecții de comportare și îi învață dansul. Familia lor participă la o festivitate din localitatea apropiată. Aici frații lui Adam au dansat împreună cu fetele Dorcas, Ruth, Martha, Liza, Sarah și Alice, care au început să-i simpatizeze pe tineri, dar ele au deja pețitori. Din cauza disputei pentru fete, festivitatea se încheie cu o încăierare. În iarna următoare frații lui Adam suferă din cauza lipsei fetelor. Pentru a soluționa problema fraților săi, Adam hotărăște răpirea celor șase fete. Planul lui reușește, următorii lor vor fi opriți de o lavină care le-a blocat drumul. Milly revoltată de planul lui Adam, ia fetele în casă și tinerii sunt alungați să înnopteze în șură. După câteva luni Milly naște o fetiță și fetele încep să se împrietenească cu idea răpirii lor. Ele refuză ulterior să fie duse de rudeniile lor înapoi acasă și preferă să se căsătorească cu frații lui Adam.